# بند خاکی مرغاب
بند خاکی مرغاب مربوط به دوره هخامنشی است و در شهرستان خرم بید، بخش مشهد مرغاب، ۵۰۰ متری شمال غرب گلزار شهدا واقع شده و این اثر در تاریخ ۷ اسفند ۱۳۸۶ با شمارهٔ ثبت ۲۱۴۴۶ به‌عنوان یکی از آثار ملی ایران به ثبت رسیده است.